# Žilvinas Tomkus
Žilvinas Tomkus (* 14. Januar 1981 in Jurbarkas) ist ein litauischer Politiker, ehemaliger Vizeminister der Verteidigung.

## Leben
Nach dem Abitur 1999 absolvierte Žilvinas Tomkus von 1999 bis 2003 ein Bachelorstudium und von 2003 bis 2005 ein Masterstudium der Politikwissenschaft an der Universität Vilnius in der litauischen Hauptstadt Vilnius. Von 2000 bis 2003 erwarb er die Qualifikation zum Infanterie-Zugkommandanten (mit dem militärischen Rang eines Leutnants der Reserve) an der General Jonas-Žemaitis-Militärakademie Litauens in Vilnius.
Von 2003 bis 2006 arbeitete Tomkus als Chefspezialist, von 2006 bis 2008 als stellvertretender Leiter einer Unterabteilung, von 2008 bis 2012 als stellvertretender Direktor der Abteilung Verteidigungspolitik und -planung, von 2012 bis 2014 als Direktor der Abteilung Internationale Beziehungen und Operationen und von 2017 bis 2021 als Direktor der Dienst- und Personalabteilung im Verteidigungsministerium Litauens.
Von 2014 bis 2017 war er Verteidigungsberater der Abteilung Verteidigungsangelegenheiten der Ständigen Vertretung der Republik Litauen bei der Nordatlantikpakt-Organisation (NATO).
Von 2021 bis  2024 war Žilvinas Tomkus Stellvertreter von Arvydas Anušauskas und bis Juli 2024 von Laurynas Kasčiūnas, des Verteidigungsministers Litauens, Vizeminister der Verteidigung im Kabinett Šimonytė, geleitet von Ingrida Šimonytė. Seine Amtsnachfolgerin ist Kamilė Gogelienė.
Žilvinas Tomkus ist verheiratet. Er hat einen Sohn und eine Tochter.